# Nakheel Properties
Nakheel Properties (arabisch نخيل nachil, DMG naḫīl ‚Palmen‘) ist ein staatliches Projektentwicklungs- und Immobilienunternehmen in Dubai, Vereinigte Arabische Emirate, das unterschiedliche wirtschaftliche Aktivitäten im Auftrag der Regierung des Emirats Dubai entwickelt und managed.
Mehrere Offshore-Projekte einschließlich Palm Islands, der Dubai Waterfront, The World und The Universe werden von Nakheel betreut. Zudem plante Nakheel mit dem Bau des Nakheel Tower einen superhohen Wolkenkratzer, der eine Höhe von über einem Kilometer erreichen und das größte Gebäude der Welt werden sollte. Auf dem Höhepunkt des Bau-Booms in Dubai wollte man den Rivalen Emaar Properties und dessen Rekord-Hochhaus Burj Khalifa übertreffen. Das Projekt wurde jedoch aufgrund finanzieller Probleme im Dezember 2009 aufgegeben.
Abgeschlossene Immobilienprojekte sind außerdem The Gardens, Dubai International City, Jumeirah Islands und die in die Dubai Marina angrenzenden Jumeirah Lake Towers. Zu den Shoppingprojekten zählen der chinesische Dragon-Mart in der International City und das Einkaufszentrum Ibn Battuta Mall.
Nakheel Properties agierte zunächst unter dem Dach der staatlich finanzierten Investmentgesellschaft Dubai World, war maßgeblich aber auch für deren Zahlungsschwierigkeiten Ende 2009 verantwortlich und wurde Mitte 2011 vom Staat Dubai übernommen.
Der Exekutivvorsitzende von Nakheel war zunächst Sultan Ahmed bin Sulayem. Seit März 2011 hat Ali Rashid Ahmad Lootah die Position neben seinem Vize-Vorsitz der Mashreq Bank übernommen.